# 林正財
林正財，GBS，JP（1961年5月19日—），生於香港，香港兒科與社會醫學專科醫生，現任香港行政會議非官守成員及基督教靈實協會行政總裁。他自2006年擔任靈實恩光學校校董至今。前任安老事務委員會主席，至2018年再續任。2019年7月獲頒銀紫荊星章。2025年7月獲頒金紫荊星章。

## 背景
林正財，祖籍廣東東莞客家，在新界元朗博愛醫院出生，早年在錦田吉慶圍居住，家有二兄二姊一弟。他小時候住在田邊的泥屋，曾參與養豬的工作。而父親是一名三行工人，因為遇上一次交通意外後而失去工作能力，自此要林正財母親養活一家。林正財在1973年畢業於聖公會聖約瑟小學上午校，並升讀屬第二志願的何明華會督銀禧中學。就讀小學時因家境貧窮，所以會趁每天午間福利署的職員到校派發營養飯時盛載飯餸回家給家人食用。他在小學會考中取得優異成績，結果可以入讀位於市區的中學。為了方便上學，林正財搬到九龍土瓜灣與胞姊同住，再獲分配到荔景邨居住。當時，他曾因為得知父親當警司的同學家住千呎大屋而感到自卑，加上自己亦追不上學業和在童年時目睹其胞姊在水浸時被淹斃，於是一度萌生輕生的念頭。後來升上中四年級信奉了基督教之後，開始變得積極。成績也由未如人意變成突飛猛進，分別在香港中學會考和香港高等程度會考中考獲5A及3A的成績。林正財及後在1980年考入香港大學醫學院，並在1985年內外全科醫學士畢業。他在大學時期修讀兒科專科，畢業後任職伊利沙伯醫院，是當年最年輕的顧問醫生。
林正財於1996年加入成為基督教靈實協會醫務總監，此後一直服務將軍澳的居民。直至1997年起出任西貢區委任議員，於2007年離任。他其後於2005年被擢升為協會的行政總裁。而此前曾在2003年獲香港特別行政區政府委任為太平紳士。由於他為西貢區服務多年，具卓越貢獻。他於2008年獲頒銅紫荊星章，以作嘉許。林正財主要為基督教靈實協會從事管理工作。期間出任過其他公職，包括於2004至2010年期間獲委任為嶺南大學校董會成員。在2016年，他接替陳章明出任安老事務委員會主席至2022年。同時兼任社區投資共享基金委員會主席、食物及衛生局基層醫療健康發展督導委員會委員、安老服務業行業培訓諮詢委員會主席以及家庭議會當然委員等等。而以往則擔任過土地及建設諮詢委員會委員及香港學術及職業資歷評審局成員等公職。
2018年，林正財與車淑梅、郭琳廣以及羅蘭一同獲嶺南大學頒授榮譽院士。而2018年至2019年，他為《am730》撰寫專欄「人情味‧Net」。

## 從政
2017年7月，獲委任行政會議非官守議員。
2022年7月，繼續獲委任行政會議非官守議員。